# Taxidermie (film)
Pour les articles homonymes, voir Taxidermie (homonymie).
Pour plus de détails, voir Fiche technique et Distribution.
Taxidermie (Taxidermia) est un film franco-austro-hongrois réalisé par György Pálfi, sorti le 23 août 2006 en France.

## Synopsis
Taxidermie est un film à sketches racontant l'histoire de trois générations d'une même famille : le grand-père est officier, le père est un "sportif de la bouffe" obsédé par le succès et le fils est un taxidermiste obsédé par l'immortalité.
Morosgoványi Vendel, un officier de l'armée hongroise, sert de larbin à son lieutenant, Öreg Balatony Kálmán. Condamné à accomplir des tâches ménagères pour l'officier et sa famille en dormant dans une cabane non chauffée à côté des latrines, Morosgoványi s'échappe dans son imagination. Confronté à une misère sexuelle, il développe une passion pour le feu et les animaux morts. Ses fantasmes sont si réalistes qu'une nuit, Morosgoványi se retrouve dans un acte de sodomie avec un cochon abattu en imaginant la femme du lieutenant. En voyant cela, le lieutenant exécute Morosgoványi et élève son fils, Balatony Kálmán, comme étant le sien.
En grandissant, Kàlmàn devient obèse, en quête de gloire et de reconnaissance en étant champion de concours où il faut manger le plus de nourriture, dans un contexte de compétition interne au sein du Bloc Soviétique. Il continue de s'entraîner tandis que Gizi donne naissance à leur fils, Balatony Lajoska.
Lajoska devient un taxidermiste de grand talent. Contrairement à ses deux parents, Lajoska est pâle et maigre. Lorsqu'il ne travaille pas dans son magasin de taxidermie, Lajoska fait les courses pour son père Kálmán, qui est devenu si obèse qu'il ne peut pas bouger de sa chaise dans son appartement. Kálmán, qui donne du beurre à ses chats en cage, est très dur et rabaisse constamment son fils, celui ci n'en pouvant plus, abandonne son père dans sa propre prison. En revenant plus tard, il découvre que les chats se sont échappés de leur cages et, n'ayant rien à manger, ont éviscéré son père.
Lajoska taxidermise son père et les chats. Il s'enferme dans un harnais chirurgical artisanal et, en utilisant des sédatifs et des analgésiques, commence à retirer ses propres organes internes. Il remplit son corps de conservateurs, se recoud et active la machine qui le décapite. Après qu'on a retrouvé son corps, il est exposé dans un musée aux côtés des chats et de son père.

## Fiche technique
- Titre : Taxidermie
- Titre original hongrois et autrichien : Taxidermia
- Réalisation : György Pálfi
- Scénario : György Pálfi et Zsófia Ruttkay, d'après deux nouvelles de Lajos Parti Nagy (Hullamzo Balaton et Fagyott kutya laba)
- Production : Alexander Dumreicher-Ivanceanu, Émilie Georges, Gabriele Kranzelbinder, Alexandre Mallet-Guy
- Musique : Amon Tobin
- Photographie : Gergely Pohárnok
- Montage : Réka Lemhényi
- Décors : Adrienn Asztalos
- Costumes : Julia Patkos
- Pays d'origine :  Hongrie,  France,  Autriche
- Langue originale : hongrois, anglais et russe
- Format : couleur - 2,35:1 - Mono - 35 mm
- Genre : comédie dramatique
- Durée : 91 minutes
- Dates de sortie :
  -  France: 19 mai 2006 (Festival de Cannes), 8 juillet 2006 (Festival de La Rochelle), 23 août 2006 (sortie nationale)
  -  Belgique: 30 août 2006
  -  Hongrie: 3 février 2006 (Semaine Hongroise du Film: Magyar Filmszemle), 9 novembre 2006 (sortie nationale)
- Film interdit aux moins de 16 ans lors de sa sortie en France

## Distribution
- Csaba Czene : Morosgoványi Vendel
- Gergely Trócsányi : Balatony Kálmán
- Piroska Molnár : Hadnagyné
- Adél Stanczel : Aczél Gizi
- Marc Bischoff : Balatony Lajoska
- Gábor Máté : Öreg Balatony Kálmán
- Zoltán Koppány : Miszlényi Béla
- Géza D. Hegedüs : Dr. Regõczy Andor
- Erwin Leder : Krisztián

## Distinctions

### Récompenses
- Festival de Sundance 2004: Prix NHK Filmmakers (10 000$) pour aider le film en préproduction
- Festival international du film de Transylvanie 2006: Meilleur réalisateur
- Semaine Hongroise du Film (Magyar Filmszemle) 2006: Grand Prix, Meilleur second rôle masculin (Csaba Czene), Meilleur second rôle féminin (Adél Stanczel) et Prix "Gene Moskowitz" de la critique

### Nominations
- Festival de Cannes 2006 : sélection officielle Un Certain Regard
- Festival du cinéma est-européen de Cottbus 2006 : Grand Prix